# Модернизация истории
Модернизация древности, теория модернизации истории — распространение понятий и объяснений современности на исторические. Предполагает проведение принципиальных аналогий между разными эпохами. Большей частью встречается для истории древнего мира — модернизация древней истории.
В английской историографической традиции «модернизаторов» (англ. modernizers) могут называть и «модернистами» (англ. modernists).
Впервые значительно модернизация проявилась в конце XIX — нач. XX вв. Методологической базой её тогда явилась теория цикличности немецкого историка Эд. Мейера.
В России среди видных историков, использовавших модернизацию — Р. Ю. Виппер, В. П. Бузескул. Видным сторонником модернизации исторического процесса называют М. И. Ростовцева, также сторонника теории циклов.
Среди активно выступавших против теории модернизации — Фюстель де Куланж; подвергнут критике модернизацию истории М. Блок и Л. Февр. Линии модернизаторства в антиковедении, связанной в том числе с именем Ростовцева, сформировалось противостоящей финлеанская.
Д-р ист. наук М. Я. Сюзюмов усматривал модернизацию не в применении терминологического аппарата, выработанного современной исторической наукой, к эпохе, которая не знала этих понятий, а в извращении толкования характера эпохи в силу неверной исторической интерпретации тех явлений, которые обозначаются используемым термином.
Исследователь Сергей Крих в своей работе упоминает историческую связь исторического модернизаторства с культурным модернизмом.